# Colonia Fernando López Arias
Colonia Fernando López Arias är en ort i Mexiko.   Den ligger i kommunen Chicontepec och delstaten Veracruz, i den sydöstra delen av landet, 200 km nordost om huvudstaden Mexico City. Colonia Fernando López Arias ligger 503 meter över havet och antalet invånare är 120.
Terrängen runt Colonia Fernando López Arias är kuperad. Runt Colonia Fernando López Arias är det ganska tätbefolkat, med 80 invånare per kvadratkilometer. Närmaste större samhälle är Xochiatipan de Castillo, 17,2 km sydväst om Colonia Fernando López Arias. Omgivningarna runt Colonia Fernando López Arias är en mosaik av jordbruksmark och naturlig växtlighet.